# 凯文·莱特
凯文·莱特（英語：Kevin Light，1979年5月16日—），加拿大男子赛艇运动员。他曾代表加拿大参加2004年和2008年夏季奥林匹克运动会赛艇比赛，其中2008年奥运会获得一枚金牌。